# Anomala interna
Anomala interna är en skalbaggsart som beskrevs av Edgar von Harold 1878. Anomala interna ingår i släktet Anomala och familjen Rutelidae. Inga underarter finns listade i Catalogue of Life.